# Koro (Koro)
Koro es una comuna o municipio del círculo de Koro de la región de Mopti, en Malí. En abril de 2009 tenía una población censada de 63 341 habitantes.
Se encuentra ubicada en el centro del país, junto a la frontera con Burkina Faso y a poca distancia al sur del río Níger.